# Пушкін Артем Сергійович
Артем Сергійович Пушкін (нар. 5 жовтня 1983, Мелітополь, Запорізька область) — український дипломат. Генеральний консул України у місті Шанхай, КНР (з 2020).

## Життєпис
Народився 5 жовтня 1983 року у місті Мелітополь, Запорізька область (Україна). У 2006 році з відзнакою закінчив факультет підготовки юристів для Міністерства закордонних справ України Національної юридичної академії України імені Ярослава Мудрого. Володіє англійською мовою.
З 02.2007 по 11.2011 — аташе, третій, другий секретар відділу правового забезпечення Управління юридичного забезпечення МЗС України
З 11.2011 по 02.2016 — другий, перший секретар з консульських питань Посольства України в Естонській Республіці
З 02.2016 по 09.2017 — перший секретар, радник, начальник відділу нормативно-правових актів Управління юридичного забезпечення МЗС України
З 09.2017 по 08.2018 — начальник відділу організації правової роботи Юридичного управління МЗС України
З 08.2018 по 11.2020 — заступник начальника управління — начальник відділу організації правової роботи Юридичного управління МЗС України
З листопада 2020 — Генеральний консул України в Шанхаї (КНР).

## Дипломатичний ранг
- Радник першого класу.